# Asserballe Station
Asserballe Station ist eine Siedlung auf der dänischen Insel Als, die vier Kilometer nordöstlich von Augustenborg und vier Kilometer südwestlich von Fynshav an der Primærrute 8 liegt. Die Siedlung gehört zur Sønderborg Kommune und liegt in der Region Syddanmark. Sie gehört zum Asserballe Sogn. Die Asserballe Kirke befindet sich im Ort Asserballe, zwei Kilometer östlich.

## Geschichte
Die Siedlung entstand um den Bahnhof Asserballe, der 1897 von der Kreisbahn auf Alsen neben dem 1869 errichteten einsam gelegenen Armenhaus (dänisch Fattiggården) errichtet wurde. Auf dem preußischen Messtischblatt wird es als Krankenhaus bezeichnet. 1873 wurden 19 arme Menschen aus den umliegenden Gemeinden aufgenommen, im Jahr 1899 waren es 9.
Der Bahnhof hatte einen Lokschuppen, wurde aber auf der deutschen Karte nur als Haltestelle (dänisch trinbræt) bezeichnet. Die Haltestelle war die einzige im Asserballe Sogn und wurde nach der Gemeinde benannt. Die Bahnstrecke wurde am 6. Februar 1898 eröffnet. Im Bahnhofsgebäude war ein Getreide- und Futtermittelhandel untergebracht. Ein Teil des Bahnhofes brannte 1931, wurde aber wieder aufgebaut.
Amtsbanerne på Als stellten am 28. Februar 1933 den Betrieb auf der Strecke ein. Der Lokschuppen ist nicht mehr vorhanden, das Fundament ist noch zu sehen. Ein 1½ km langer Fuß- und Radweg nach Hundslev beginnt 400 m nördlich des Bahnhofs und verläuft auf dem längsten Stück des Bahndammes, der von den Amtsbanerne på Als erhalten ist, mit Ausnahme von Abschnitten innerhalb von Sønderborg, wo der Bahndamm der umgespurten Bahnstrecke Sønderborg–Mommark wiederverwendet wurde.

## Bilder

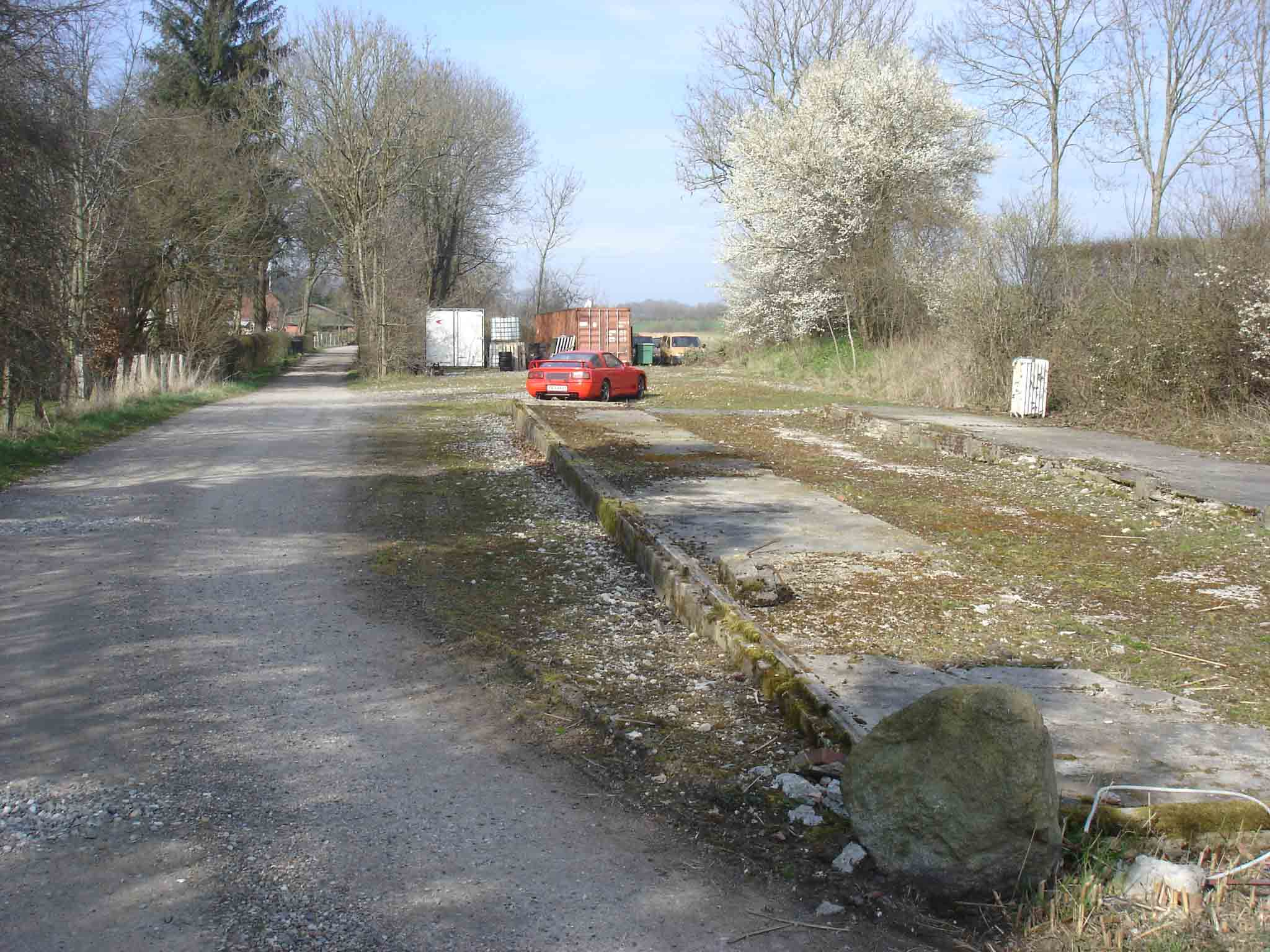
Fundament des Lokschuppens
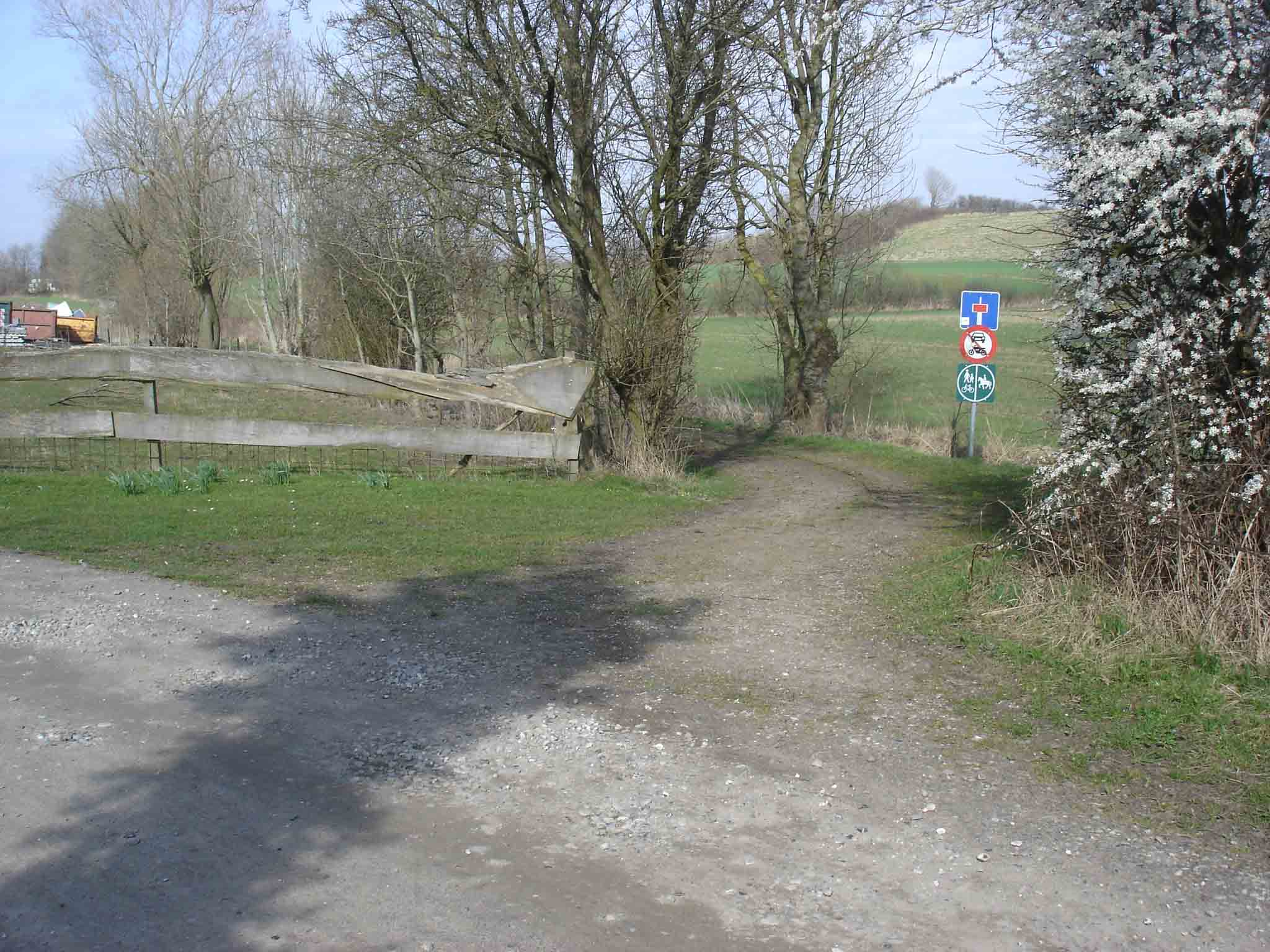
Wanderweg nach Hundslev (Bahndamm)